# Proarmaueriella caudata
Proarmaueriella caudata är en djurart som tillhör fylumet slemmaskar, och som först beskrevs av Korotkevich 1955.  Proarmaueriella caudata ingår i släktet Proarmaueriella och familjen Armaueriidae. Inga underarter finns listade i Catalogue of Life.